# 花の湯 (秋田県)
花の湯（はなのゆ）は、かつて秋田県鹿角市花輪にあった銭湯（公衆浴場）。天保7年（1836年）に風呂屋の営業を認可された。1938年（昭和13年）に建て替え、2014年（平成26年）12月まで営業を続けた。

## 特色
毎年8月には花輪ばやしの屋台が通る花輪商店街通り（秋田県道66号）から鹿角花輪駅側へ一本入った、花輪の飲食街（ホルモン幸楽などが並ぶ）にあたるパークセンター通り（通称は親不孝通り）に位置していた。
米代川より引き入れられ現在も花輪の中心街を流れる生活用水路の「大堰」が銭湯のすぐ裏手を流れており、大正時代初期まではそこから直接水を引き入れて銭湯の湯を沸かしていた。

## 歴史
天保7年（1836年）に竹林山松岩軒住職から風呂屋の営業許可を下された際の「風呂免許」を所持している。1938年（昭和13年）、宮大工による釘を使わない接木工法で建物を建て替えた。
なお、花輪の銭湯としては花の湯のほかに石木田風呂屋もあり、鹿角市の他地域では毛馬内の大正湯などもあった。ボイラーが故障したため、2014年（平成26年）12月に廃業した。

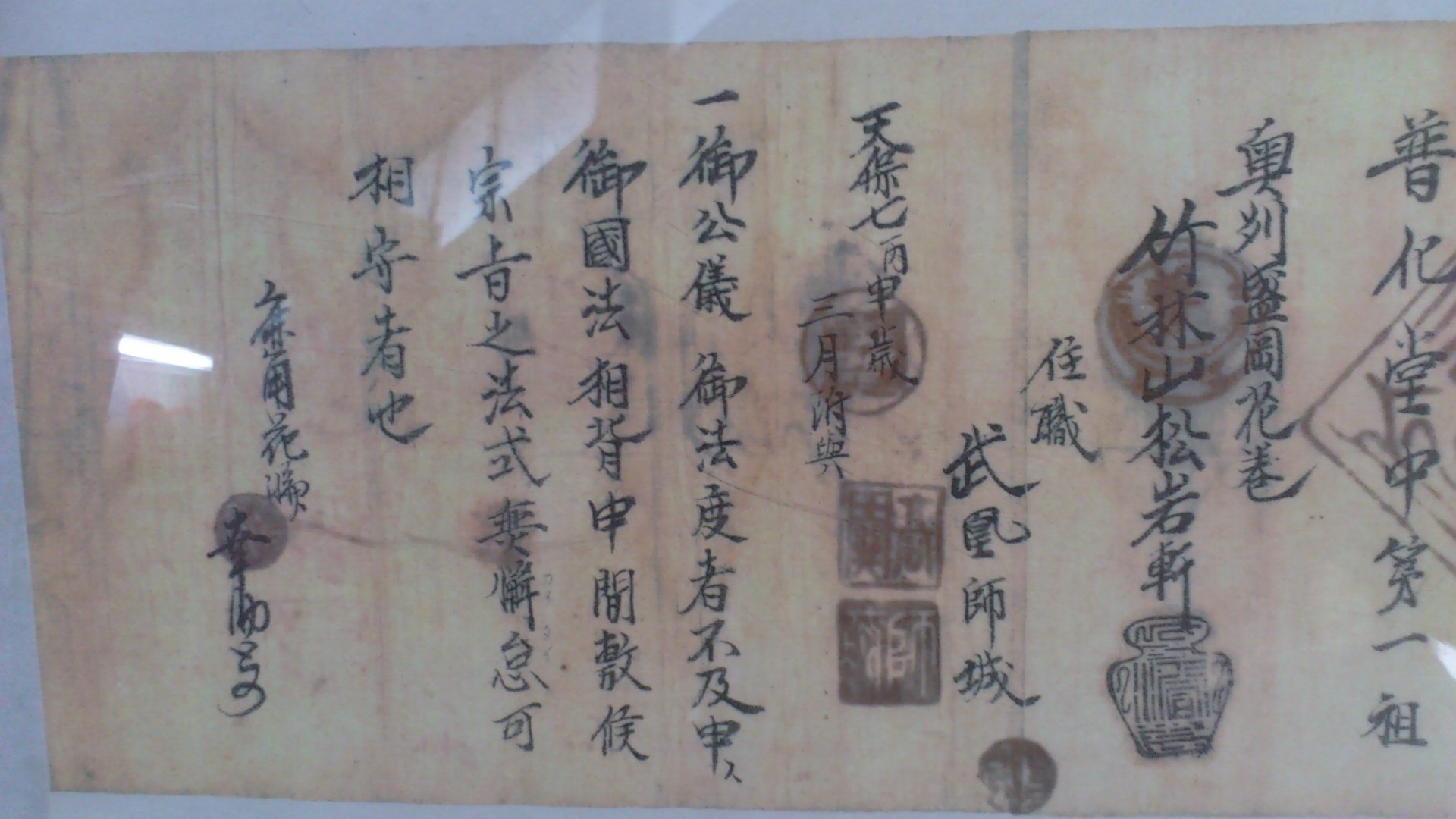
「風呂免許」：写真中央やや右上に天保七年とある（※下記[注 1]のように読める） （※上記の画像は許可をもらって撮影している）
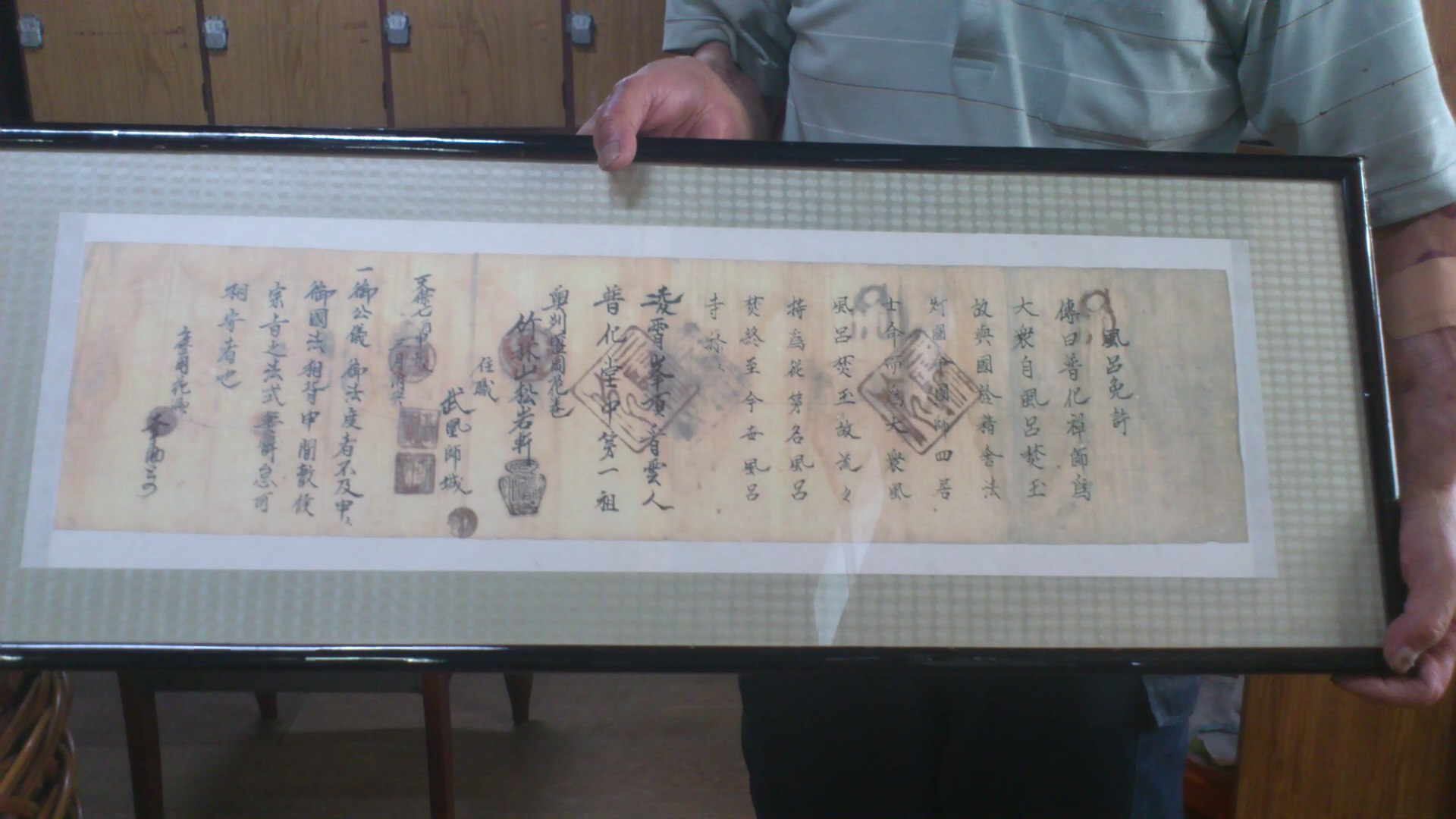
「風呂免許」の全文

## 利用案内
- 料金
  - 大人350円、小学生130円、幼児：90円
  - 毎月3日・23日は65歳以上無料
- 営業時間
  - 14時から20時
- 定休日
  - 第2・第4日曜日

## 交通アクセス
- JR花輪線鹿角花輪駅より徒歩約6分